# Akodon subfuscus
Akodon subfuscus је врста глодара из породице хрчкова (лат. Cricetidae). 

## Распрострањење
Врста је присутна у следећим државама: Перу и Боливија.

## Станиште
Станишта врсте су шуме и травна вегетација. Врста је присутна на планинском венцу Анда у Јужној Америци, између 1.900 и 4.500 метара надморске висине.

## Угроженост
Ова врста је наведена као последња брига, јер има широко распрострањење и честа је врста.